# Parigny-la-Rose
Parigny-la-Rose is een gemeente in het Franse departement Nièvre (regio Bourgogne-Franche-Comté) en telt 34 inwoners (2009). De plaats maakt deel uit van het arrondissement Clamecy.

## Geografie
De oppervlakte van Parigny-la-Rose bedraagt 8,7 km², de bevolkingsdichtheid is 3,9 inwoners per km².
De onderstaande kaart toont de ligging van Parigny-la-Rose met de belangrijkste infrastructuur en aangrenzende gemeenten.

## Demografie
Onderstaande figuur toont het verloop van het inwonertal (bron: INSEE-tellingen).